# 殺出重圍 (電影)
是一部1951年黑色犯罪驚慄電影，由羅伯特·帕里什執導，主演是布羅德里克·克勞福德，飾演一名冷靜精明的警察滲透入黑幫，以破壞他們的非法船塢活動。本片是演員查理士·布朗臣的第一次電影演出之一，飾演一名碼頭工人，並未被掛名。

## 演員
- 布羅德里克·克勞福德 飾 Johnny Damico
- Betty Buehler（英语：Betty Buehler） 飾 Mary Kiernan
- Richard Kiley（英语：Richard Kiley） 飾 Thomas Clancy
- Otto Hulett（英语：Otto Hulett） 飾 警察Lt. Banks
- Matt Crowley（英语：Matt Crowley） 飾 Smoothie，酒保
- 內維爾·布蘭德（英语：Neville Brand） 飾 Gunner，Castro的親信
- 喧尼斯·鮑寧 飾 Joe Castro
- Jean Alexander（英语：Jean Alexander） 飾 Doris Clancy
- Walter Klavun 飾 警察Sgt. Bennion
- Lynn Baggett 飾 Peggy Clancy
- Ralph Dumke（英语：Ralph Dumke） 飾 警察局長
- 约翰·马利（英语：John Marley） 飾 Tony
- Frank DeKova（英语：Frank de Kova） 飾 Culio

## 外部連結
- 互联网电影数据库（IMDb）上《The Mob》的资料（英文）
- AllMovie上《The Mob》的资料（英文）
- TCM电影资料库上《The Mob》的资料（英文）
- 美国电影学会目录上的《The Mob》（英文）
- YouTube上的The Mob film clip